# Madgöl (Vissefjärda socken, Småland)
Madgöl är en sjö i Emmaboda kommun i Småland och ingår i Nättrabyåns huvudavrinningsområde.